# Schlacht bei Mondovì
1792

Porrentruy – Marquain – Quiévrain – Verdun – Thionville – Valmy – Lille – Mainz (1792) – Jemappes
1793

Aldenhoven I – Namur – Neerwinden – Mainz (1793) – Famars – Valenciennes (1793) – Arlon (1793) – Hondschoote – Meribel – Avesnes-le-Sec – Pirmasens – Toulon – Fontenay-le-Comte – Cholet – Lucon – Trouillas – Dünkirchen – Le Quesnoy – Menin I – Wattignies – Weißenburg I – Biesingen – Kaiserslautern I – Weißenburg II
1794

Boulou – Landrecis – Menin II – Mouscron – Martinique – Guadeloupe – Tourcoing – Tournai – Kaiserslautern II – San-Lorenzo de la Muga – 13. Prairial – Fleurus – Kaiserslautern III – Vosges – Aldenhoven II
1795

Cornwallis’ Rückzug – Genua – Groix – Hyeres – Handschuhsheim – Mainz (1795) – Mannheim – Loano
1796

Montenotte – Millesimo – Dego – Mondovì – Lodi – Borghetto – Castiglione – Mantua – Siegburg – Altenkirchen – Wetzlar – Kircheib – Kehl – Kalteiche – Friedberg  – Malsch – Neresheim – Sulzbach – Deining – Amberg – Würzburg – Neufundland – Rovereto – Bassano – Limburg – Biberach I – Emmendingen – Schliengen – Caldiero – Arcole – Irland
1797

Fall von Kehl – Rivoli (1797) – St. Vincent – Diersheim – Santa Cruz – Neuwied – Camperduin

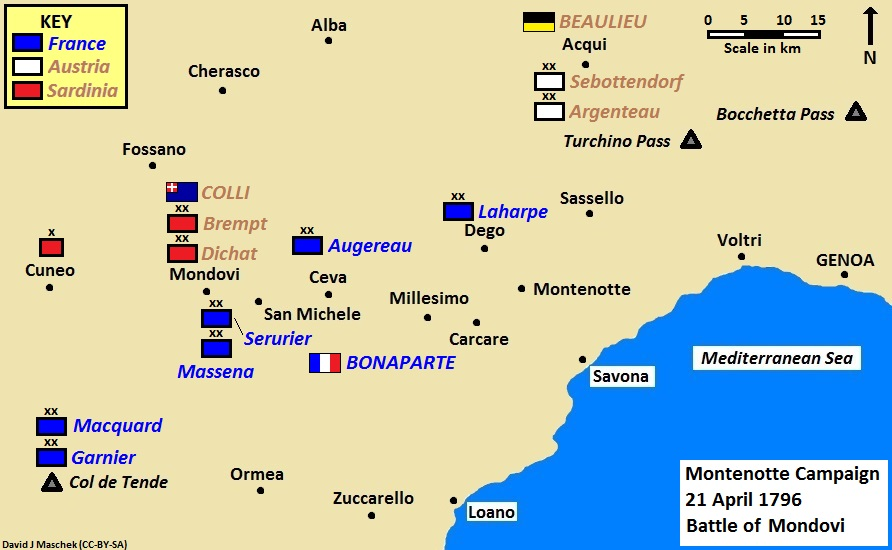
Lageplan

Bei der Schlacht bei Mondovì während des ersten Koalitionskrieges handelte es sich eigentlich um mehrere Gefechte am 20. und 21. April 1796 zwischen den französischen Truppen unter Napoleon Bonaparte und Einheiten des Königreiches Sardinien-Piemont unter Michelangelo Alessandro Colli-Marchini. Napoleon siegte. Daraufhin trat das Königreich Sardinien aus dem Krieg aus.

## Vorgeschichte
Napoleon kam am 23. März 1796 in Nizza an, um die französische Italienarmee aus etwa 35.000 Infanteristen und 4000 Kavalleristen zu übernehmen. Die Truppen waren undiszipliniert und litten unter Versorgungsmängeln. Allerdings handelte es sich um erfahrene Soldaten.
Napoleon musste, bevor er die österreichischen Truppen in Norditalien angreifen konnte, die Truppen des Königreichs Sardinien von ihren Verbündeten trennen. Die Straße, die von Savona nach Norden über den Apennin führte, teilte sich bei Carcare. Die eine lief westwärts über Millesimo und Ceva in Richtung Turin. Die andere führte nach Nordosten über Cairo Montenotte, Dego und Acqui nach Mailand. Die erste Straße wurde von den Truppen des Königreichs Sardinien geschützt, die zweite hielten die Österreicher. Napoleon wollte sich zunächst gegen die sardinischen Truppen wenden. Verschiedene Umstände, insbesondere die Eigenmächtigkeit untergebener Generäle, zwangen ihn zunächst gegen die Österreicher vorzugehen. Er siegte bei Montenotte (12. April), Millesimo (13. April) und Dego (14. April). Der österreichische General Jean-Pierre de Beaulieu zog sich daraufhin in die Ebene zurück. Damit waren die sardinischen Truppen von österreichischer Unterstützung isoliert.

## Verlauf
Napoleon marschierte mit vier Divisionen dann in Richtung Ceva. Dort lagerten die sardinischen Truppen unter General Colli. Dem Angriff auf das Lager hielten die sardinischen Truppen zunächst stand, bis diese von den Flanken her bedroht wurden. Daraufhin zog sich Colli nach Mondovì zurück. Dort bezog er eine gut zu verteidigende Stellung auf den Höhen des linken Ufers des Flusses Corsaglia bis zu dessen Einmündung in den Tanaro. Der rechte Flügel der Sarden reichte bis Vico, der linke bis Lesegno.
Napoleon ließ diese Stellung am 20. April 1796 angreifen. Jean Sérurier konnte mit seinen Einheiten zwei strategisch wichtige Brücken nehmen, aber das Zentrum der sardinischen Armee leistete so lange Widerstand, bis Verstärkung herankam. Bonaparte zog die Division von André Masséna aus Ceva ab und bereitete einen erneuten Angriff vor.
General Colli, der nur über etwa 12.000 Mann verfügte, hielt seine Truppen für zu schwach, um seine Stellung gegen einen etwa doppelt so starken Gegner halten zu können. Er wollte seine Truppen daher in eine vorteilhaftere Stellung bringen, um dort die Ankunft der Österreicher zu erwarten. Der Abmarsch fand in der Nacht zum 22. April statt.
Nachdem auf französischer Seite die Truppenbewegungen bemerkt wurden, ließ Napoleon den Gegner verfolgen. Sérurier holte die direkt Colli unterstellten Einheiten bei Vico ein. General Dichat, der das Zentrum der sardinischen Truppen kommandierte, kam den bedrängten Einheiten zur Hilfe und zwang die Franzosen zum Zurückweichen. Dies ermöglichte es Colli, die Ordnung unter seinen Einheiten wiederherzustellen und ebenfalls anzugreifen. Um aber die Stadt zu schützen, musste Colli den Kampf abbrechen. Inzwischen war General Dichat tödlich verwundet worden und das durch den Abzug Collis geschwächte Zentrum geriet in Verwirrung. Colli reagierte, indem er unterhalb von Mondovì über den Fluss Ellero ging und in Richtung Fossano marschierte. Während des Rückzuges kam es zu schweren Kavalleriegefechten zwischen beiden Armeen.

## Folgen
Der Sieg führte dazu, dass die Franzosen die reiche italienische Ebene erreichten, und das Gebiet wurde geplündert. Napoleon hatte mit den Siegen der letzten Wochen das Misstrauen seiner Soldaten und Generäle zerstreut. Das Königreich Sardinien sah sich isoliert und schloss mit Frankreich am 28. April den Waffenstillstand von Cherasco. Napoleon hatte damit seine Kompetenzen überschritten, aber seine Handlungsweise wurde vom Direktorium gebilligt. Am 3. Juni wurde Frieden geschlossen. Damit schied das Königreich Sardinien aus der antifranzösischen Koalition aus. Napoleon konnte nun ungehindert die österreichischen Truppen in Norditalien angreifen.